# 堤聖也
堤 聖也（つつみ せいや、1995年12月24日 - ）は、日本のプロボクサー。熊本県熊本市出身。角海老宝石ボクシングジム所属。現WBA世界バンタム級休養王者。
入場曲はステッペンウルフの「Born to Be Wild」。かつてはワタナベボクシングジムに所属していた。

## 来歴

### アマチュア
九州学院高校で高校選抜で優勝。卒業後、平成国際大学に入学。

### プロ
2018年2月、B級プロテストに合格。
2018年3月27日、プロデビュー戦は1回KO勝ち。
2019年9月、角海老宝石ボクシングジムに移籍。
GOD'S LEFTバンタム級トーナメントへ1回戦はシードで準決勝から出場、2019年11月9日に後楽園ホールで山下賢哉とトーナメント準決勝を行う予定だったが、山下が棄権したため試合中止となり、不戦勝で決勝に進出した。
2020年1月28日、後楽園ホールのGOD'S LEFTバンタム級トーナメント決勝で、日本バンタム級6位の中嶋一輝と対戦し、8回0-1（75-77、76-76、76-76）で引き分けとなり、引き分けた2名の審判員が与えた優勢点で中嶋が勝者扱いとなったため準優勝に終わった。
2020年10月26日、後楽園ホールで元WBC世界フライ級王者で、WBC世界バンタム級8位およびWBA世界同級9位の比嘉大吾と対戦し、10回0-1（94-96、95-95×2）で引き分けとなった。

#### 日本王座獲得
2022年6月23日、後楽園ホールで日本バンタム級王者の澤田京介に挑戦し、8回47秒TKO勝ちを収め王座獲得に成功した。
2022年10月20日、後楽園ホールで日本バンタム級6位の大嶋剣心と日本同級タイトルマッチを行い、9回2分42秒TKO勝ちを収め初防衛に成功した。その後、同会場で前座試合として行われた日本バンタム級次期挑戦者決定戦で勝利し、堤への挑戦権を獲得した南出仁がリング上で「オレは強いですよ。ベルトを磨いて待っとけ」と挑発し、挑発を受けた堤も「寝言は寝て言えといいたい感じですけど、今日の試合で偉そうなことは言えない。南出選手に勝って少しでも自信を付けたい」と応じた。
2023年3月20日、後楽園ホールで日本バンタム級1位の南出仁と日本同級タイトルマッチを行い、7回1分41秒TKO勝ちを収めて2度目の王座防衛に成功した。
2023年3月31日、大橋ボクシングジム興行「モンスタートーナメント」へ1回戦はシードで準決勝から出場することが発表された。
2023年8月30日、後楽園ホールで日本バンタム級4位の増田陸とモンスタートーナメント準決勝および日本同級タイトルマッチを行い、4回に増田のアッパーで眉間をカットし、大量出血を起こすアクシデントに見舞われながらもその後のラウンドを耐え凌ぎ、10回3-0（96-94×2、97-93）判定勝ちを収め3度目の防衛成功と同時にトーナメント決勝戦に進出した。

#### モンスタートーナメント優勝
2023年12月26日、有明アリーナで井上尚弥 対 マーロン・タパレス戦の前座で日本バンタム級3位の穴口一輝とモンスタートーナメント決勝戦および日本同級タイトルマッチを行い、10回3-0の判定勝ちを収め、トーナメントに優勝し優勝賞金の1000万円を獲得すると同時に4度目の王座防衛に成功した。しかし、穴口が試合直後控室で意識を失い病院に搬送され、右硬膜下血腫の緊急手術を受けたが、そのまま回復することなく、2024年2月2日午後5時38分に死亡した。
2024年1月6日付で、日本バンタム級王座を返上した。
2024年7月7日、両国国技館で井岡一翔対フェルナンド・マルティネスの前座で世界前哨戦としてウィーラワット・ヌーレと対戦し、4回1分13秒TKO勝ちを収めた。

#### 世界王座獲得
2024年10月13日、有明アリーナで行われたWBA世界バンタム級タイトルマッチで王者の井上拓真に挑戦し、判定3-0で勝利して王座奪取に成功した。
2025年2月24日、有明アリーナでWBA世界バンタム級4位の比嘉大吾とWBA世界同級タイトルマッチを行い、9回中に左フックで比嘉にプロキャリア初のダウンを奪われ、その後も右ストレートで比嘉からダウンを奪うなど両者ともにダウンの応酬となり、12回0-0（114-114×3）の引き分け判定とどちらにも軍配が上がらず4年4ヶ月ぶりの再戦はまたも完全決着とはならなかったものの初防衛に成功した。
2025年3月26日、WBAはWBA世界バンタム級王者の堤と同級暫定王者のアントニオ・バルガスとのWBA世界同級団体内王座統一戦を指令した。交渉期間は同年4月25日までで、合意に達しなければ入札が行われる。なお、通常のWBAルールでは王者が新たにベルトを獲得してから120日以内に次の指名挑戦者への指名防衛戦が義務付けられているものの、堤への指名挑戦者が不透明な状況であり、なおかつ指名防衛戦の期限が切れたことから次戦はバルガスとの団体内王座統一戦として行われることとなった。しかし、同年5月13日に堤が2年前から抱えていた左目の病気の治療のために手術を行ったことを自身のSNSで公表し同年7月に行われる団体内王座統一戦への出場が困難となり、WBAは堤を同年5月17日付で休養王座に認定。世界王座を保持した日本人ボクサーが休養王座に認定されたのはいずれもWBAのみで清水智信と亀田興毅に次いで3人目。また、堤の休養王座認定に伴い暫定王者のバルガスが同日付でレギュラー王座に昇格した。

## 戦績
- アマチュアボクシング：101戦 84勝 (40KO) 17敗
- プロボクシング：15戦 12勝 (8KO) 無敗 3分

| 戦           | 日付           | 勝敗 | 時間    | 内容    | 対戦相手                         | 国籍       | 備考                                                       |
| ------------ | -------------- | ---- | ------- | ------- | -------------------------------- | ---------- | ---------------------------------------------------------- |
| 1            | 2018年3月27日  | ☆    | 1R 1:31 | KO      | アロンコーン・ガイシー           | タイ       | プロデビュー戦                                             |
| 2            | 2018年6月17日  | ☆    | 1R 1:14 | KO      | ガムライヨック・オーワンダヴィー | タイ       |                                                            |
| 3            | 2018年9月24日  | ☆    | 3R 1:35 | TKO     | 稲元純平（熊谷コサカ）           | 日本       | B級トーナメント2018バンタム級決勝                          |
| 4            | 2018年10月14日 | ☆    | 6R      | 判定3-0 | ユー・ジアチ                     | 中国       |                                                            |
| 5            | 2019年4月14日  | ☆    | 1R 1:52 | TKO     | ライアン・ポンテラス             | フィリピン |                                                            |
| 6            | 2020年1月28日  | △    | 8R      | 判定0-1 | 中嶋一輝（大橋）                 | 日本       | GOD’S LEFTバンタム級トーナメント決勝 ※優勢点により決勝敗退 |
| 7            | 2020年10月26日 | △    | 10R     | 判定0-1 | 比嘉大吾（Ambition）             | 日本       |                                                            |
| 8            | 2022年6月23日  | ☆    | 8R 0:47 | TKO     | 澤田京介（JB SPORTS）            | 日本       | 日本バンタム級タイトルマッチ                               |
| 9            | 2022年10月20日 | ☆    | 9R 2:42 | TKO     | 大嶋剣心（帝拳）                 | 日本       | 日本防衛1                                                  |
| 10           | 2023年3月20日  | ☆    | 7R 1:41 | TKO     | 南出仁（セレス）                 | 日本       | 日本防衛2                                                  |
| 11           | 2023年8月30日  | ☆    | 10R     | 判定3-0 | 増田陸（帝拳）                   | 日本       | バンタム級モンスタートーナメント準決勝 日本防衛3           |
| 12           | 2023年12月26日 | ☆    | 10R     | 判定3-0 | 穴口一輝（真正）                 | 日本       | バンタム級モンスタートーナメント決勝 日本防衛4             |
| 13           | 2024年7月7日   | ☆    | 4R 1:13 | TKO     | ウィーラワット・ヌーレ           | タイ       |                                                            |
| 14           | 2024年10月13日 | ☆    | 12R     | 判定3-0 | 井上拓真（大橋）                 | 日本       | WBA世界バンタム級タイトルマッチ                            |
| 15           | 2025年2月24日  | △    | 12R     | 判定0-0 | 比嘉大吾（志成）                 | 日本       | WBA防衛1→休養王座に認定                                    |
| テンプレート |                |      |         |         |                                  |            |                                                            |

## 獲得タイトル
- B級トーナメント2018バンタム級 優勝
- GOD'S LEFTバンタム級トーナメント 準優勝
- 日本バンタム級王座（防衛4=返上）
- バンタム級モンスタートーナメント 優勝
- WBA世界バンタム級王座（防衛1=休養王座に認定）
- WBA世界バンタム級休養王座（防衛0）